# Dipoena cathedralis
Dipoena cathedralis là một loài nhện trong họ Theridiidae.
Loài này thuộc chi Dipoena. Dipoena cathedralis được Herbert Walter Levi miêu tả năm 1953.